# 알데바란
알데바란(영어: Aldebaran) 또는 황소자리 알파(α Tau / α Tauri)는 황도대의 황소자리 방향에 있는 거성이다. 알데바란은 별자리에서 황소의 머리 부분에 위치하고 있기 때문에 예전부터 서구권에서 '황소의 눈'으로 불렸다. 밤하늘에서 히아데스 성단에 포함된 것처럼 보이지만, 이는 알데바란과 성단이 우리 시선 방향과 우연히 같은 방향에 있어 그렇게 보이는 것일 뿐, 실제로는 성단의 일부가 아니다. 알데바란은 황소자리에서 가장 밝은 동시에 밤하늘 전체에서 14 번째로 밝게 보이는 항성이며 히파르코스 위성이 측정한 바에 따르면 지구로부터 약 20파섹(=약 65광년) 떨어져 있다. 다만 그 밝기는 0.75 ~ 0.95 등급 사이에서 천천히 변화한다. 알데바란은 목성 질량 수 배에 이르는 행성 알데바란 b를 거느리고 있다.
알데바란의 표면온도는 3,900 켈빈으로 태양보다 차갑다. 그러나 반지름이 태양의 약 44 배이기 때문에 전체 광도는 태양의 400 배 이상이다. 알데바란은 천천히 자전하고 있으며 한 번 도는 데에 520 일이 걸린다.
1972년 발사된 파이어니어 10호가 알데바란을 향해 나아가고 있으며 약 200만 년 후에 최근접할 것으로 보인다.

## 명칭
전통적 명칭 알데바란 Aldebaran 은 '뒤따르는 자'라는 뜻의 아랍어 알 다바란 al Dabarān에서 온 단어로 이런 이름이 붙은 이유는 알데바란이 플레이아데스를 뒤따르는 것처럼 보이기 때문이다. 2016년 국제천문연맹 산하 항성명칭 워킹그룹(WGSN)은 이 고유 명칭을 정식 승인하였다.
알데바란은 황소자리에서 가장 밝은 별로 바이어 명명법상 황소자리 알파(α Tauri)를 부여받았다. 플램스티드 기호로는 황소자리 87(87 Tauri)을 받았는데 이는 황소자리 내에서 대략 7등급보다 밝은 별들을 적경에 따라 정렬하면 87 번째의 별이 알데바란이라는 뜻이다. 밝은 별 목록에서는 1457번, 헨리 드레이퍼 목록에서는 29139번을 받았으며, 과학 논문에서 가장 많이 볼 수 있는 히파르코스 성표에서는 21421번을 받았다. 《변광성 일반목록》에 변광성으로 등재되어 있으나 바이어 기호를 받았기 때문에 별도의 변광성 명칭을 갖고 있지는 않다.
알데바란과 근처 몇몇 항성들은 《워싱턴 이중성 목록》에 WDS 04359+1631로, 《에이트켄 이중성 목록》에는 ADS 3321로 등재되어 있다. 《허셜 이중성 목록》에는 11등급 동반성과 함께 H IV 66으로, 《스트루베 이중성 목록》에는 Σ II 2, 《번햄 이중성 목록》에는 14등급 동반성과 함께 β 550으로 수록되어 있다.

## 관측

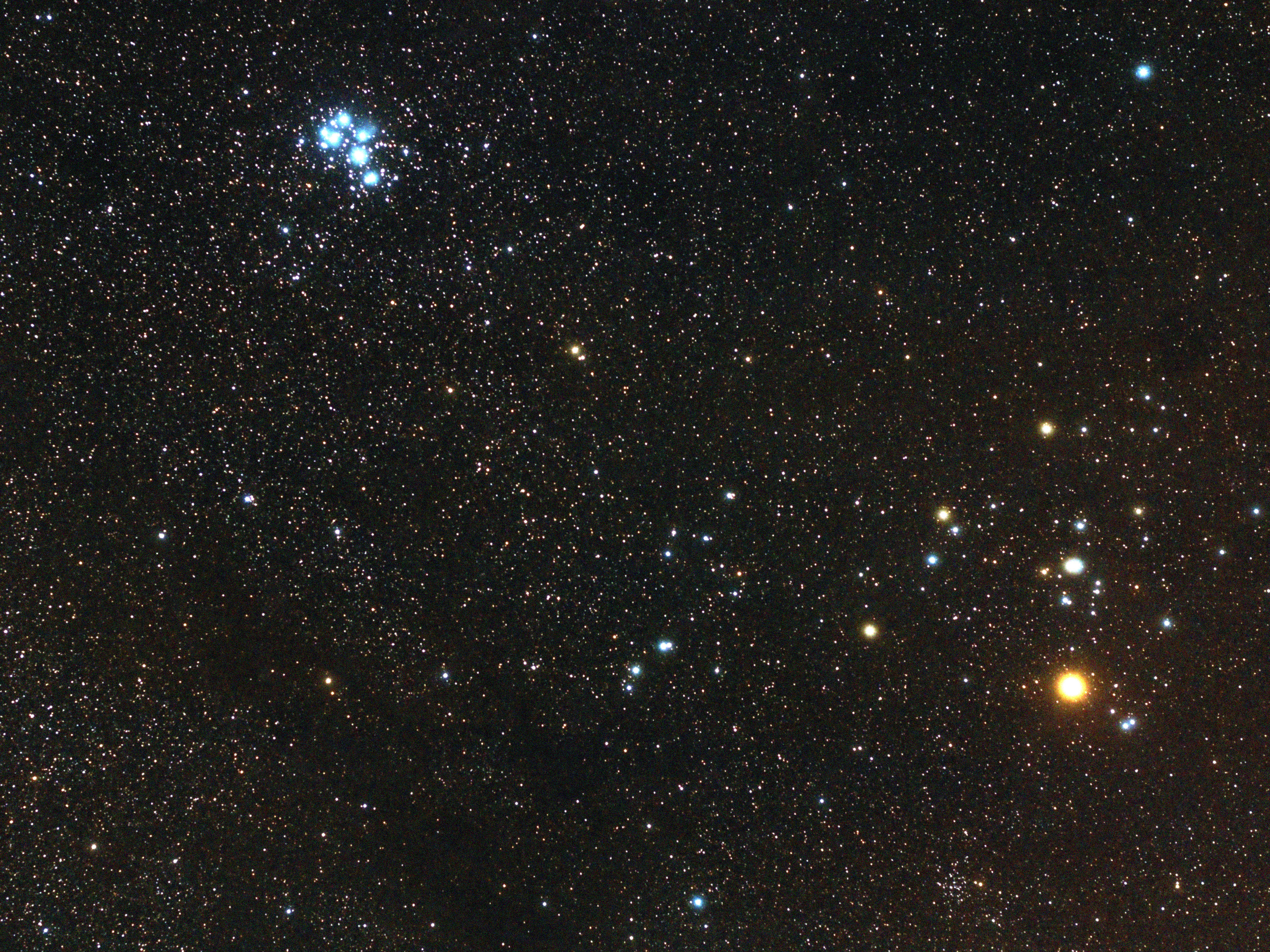
히아데스 내 알데바란(오른쪽 아래). 사진 왼쪽 위에 보이는 푸른 별들의 무리는 플레이아데스 성단이다.

알데바란은 밝은데다 눈에 잘 띄는 별자리들 근처에 있기 때문에 밤하늘에서 찾기가 아주 쉬운 항성들 중 하나이다. 오리온의 허리띠에 해당되는 세 별로부터 시리우스의 반대 방향으로 시선을 옮기면 가장 먼저 만나는 밝은 별이 알데바란이다.
알데바란은 우연하게 지구와 히아데스 사이의 시선방향에 놓여 있어 이 산개성단에서 가장 밝은 구성원처럼 보인다. 그러나 황소의 머리 부분을 차지하는 히아데스 성단은 알데바란보다 두 배 이상 먼 곳인 150 광년 거리에 있어 중력적으로 알데바란과 관련 없는 천체이다.
알데바란은 황도로부터 남쪽 방향으로 5.47 도 위치에 있어 달이 가릴 수 있다. 이런 엄폐 현상은 달의 승교점이 추분점 근처에 있을 때 일어난다. 2015년 1월 29일부터 2018년 9월 3일까지 달의 엄폐가 49회 연속 발생했다. 각각의 사건들은 북반구 또는 적도에 가까운 지역에서 볼 수 있었다. 다만 오스트레일리아나 남아프리카 공화국 등 남반구 주민들은 알데바란 엄폐 사건을 볼 수 없는데 이는 알데바란이 황도로부터 남쪽으로 너무 멀리 떨어져 있기 때문이다. 1978년 9월 22일 엄폐 사건 때 알데바란의 지름을 꽤 정확히 측정했다. 알데바란은 매년 6월 1일 경 태양과 합의 위치에 자리한다.
알데바란의 근적외선 J 대에서의 밝기는 −2.1로 이 파장에서 알데바란보다 더 밝은 별은 베텔게우스(−2.9), 안타레스(-2.7), 황새치자리 R(−2.6), 아크투루스(−2.2) 셋밖에 없다.

## 관측 역사

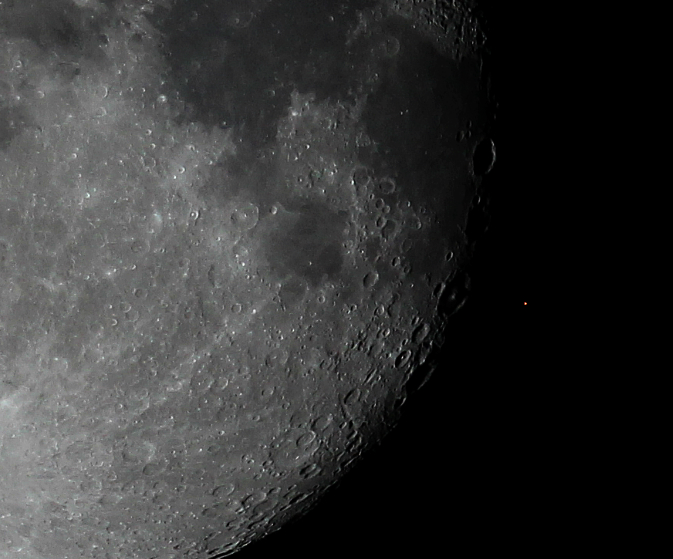
달이 알데바란을 엄폐하는 장면. 알데바란은 사진 오른쪽의 붉은 점으로 이 섬네일 크기에서는 희미하게 보인다.

서기 509년 3월 11일 그리스 아테네에서 달이 알데바란을 엄폐하는 사건이 관측되었다. 영국 천문학자 에드먼드 핼리는 이 사건이 발생했던 시간을 연구하여 1718년 알데바란은 당대 사건 이래로 수 분각 북쪽으로 위치를 변경했음이 틀림없다고 결론내렸다. 마찬가지로 시리우스와 아크투루스 역시 천구상 위치를 바꾸고 있음이 밝혀졌고 이는 고유운동의 발견으로 이어졌다. 현재의 관측 기록들에 따르면 알데바란의 위치는 최근 2000년 동안 7′ 바뀌었으며 이 거리는 대략 보름달 지름의 4분의 1에 해당된다. 자전축의 세차운동 때문에 5천 년 전 춘분점은 알데바란에 가까이 있었다.
영국 천문학자 윌리엄 허셜은 1782년 알데바란에서 117″ 떨어진 곳에서 11등급 밝기의 희미한 동반천체를 발견했다. 1888년 S. W. 번햄은 이 동반천체 자체가 근접 이중성임을 알아냈으며 주성으로부터 31″ 거리에서 14등급 동반성을 추가로 발견했다. 고유운동 측정값들을 따라 추적한 결과 허셜의 동반성은 알데바란으로부터 멀어지고 있었기에 둘은 물리적으로 연결되어 있지 않음이 밝혀졌다. 반면 번햄이 발견한 동반성은 알데바란과 거의 똑같은 고유운동을 보여주고 있었기 때문에 둘은 서로 멀리 떨어져 있는 쌍성계임로 추정되었다.
1864년 윌리엄 허긴스는 잉글랜드 털스 힐에 있는 그의 개인 천문대에서 알데바란의 스펙트럼을 최초로 연구하여 철, 나트륨, 칼슘, 마그네슘을 포함하는 원소 아홉 개의 분광선들을 발견할 수 있었다. 1886년 하버드 대학교 천문대의 에드워드 C. 피커링은 알데바란의 스펙트럼에서 사진건판을 이용하여 흡수선 50개를 잡아냈다. 이 관측기록은 1890년 출판된 드레이퍼 항성목록의 일부가 되었다. 1887년에 이르러 사진술은 스펙트럼상의 도플러 변이량으로부터 어떤 항성의 시선속도를 측정할 수 있는 수준까지 발전하게 되었다. 이 방법으로 헤르만 C. 보겔과 그의 조수 율리우스 샤이너는 포츠담 천문대에서 수행한 측정자료들을 이용하여 알데바란의 후퇴 속도가 초당 48 킬로미터임을 알아냈다.
1921년 윌슨산 천문대의 후커 망원경에 부착된 간섭계를 이용하여 알데바란의 각지름을 측정하려 했으나 성공하지 못했다.
이후 알데바란은 가이아 미션에서 항성 매개변수들을 조정하기 위해 선택된 항성 33개에 포함되었다. 알데바란은 가이아 미션 이전에도 허블 우주망원경에 탑재된 관측장비들을 조정하는 데에 사용되어 왔다.

## 물리적 특징

알데바란과 태양의 크기를 비교한 그림.

알데바란은 K5III형 항성의 분광 표준별로 등재되어 있다. 스펙트럼상 알데바란은 중심핵의 수소를 소진한 뒤 헤르츠스프룽-러셀 도표의 주계열 띠를 이탈한 거성에 해당된다. 알데바란의 중심핵은 붕괴되어 축퇴 헬륨핵으로 진화하여 중심핵의 바깥쪽에 수소 껍질층을 형성한 상태인데 이를 적색거성가지(RGB)라고 부른다.
알데바란 광구의 유효온도는 3910 켈빈이다. 광구에서의 표면 중력은 1.59 cgs로 거성으로는 평범한 수치이나 지구의 25분의 1, 태양의 700분의 1에 불과하다. 별의 금속함량은 태양보다 약 30% 적다.
히파르코스 관측 위성의 측정자료 및 기타 출처들에 의하면 알데바란은 지구로부터 65.3 광년 (20.0 파섹) 떨어져 있다. 성진학적 연구에 따르면 알데바란은 태양보다 16% 질량이 더 큰 것으로 나오나 반지름이 확장되어 있기 때문에 광도는 태양의 518 배에 이른다. 알데바란의 각지름은 여러번 측정된 바 있다. 가이아 계획상 기준 조정의 일부분으로 채택된 측정값은 20.580±0.030 밀리초각이다. 알데바란의 지름은 태양의 44 배로 대략 6100만 킬로미터이다.
알데바란은 변광성의 성질을 미약하게 보여주므로 느린 변광성(LB)에 속한다. 변광성 일반 목록에는 이 별이 역사적 관측기록상 겉보기 등급 0.75 ~ 0.95 사이에서 밝기의 변동을 보인다고 나와 있다. 이후 논문들에서는 이 변화량이 좀 더 작아졌고 일부 논문에 따르면 밝기 변화가 거의 없다. 히파르코스 위성의 측광자료에 따르면 알데바란은 18 일 주기로 대략 0.02 등급의 진폭을 보인다. 지상 기반 집중 측광 관측에 따르면 밝기가 91 일 주기로 약 0.03 등급의 진폭을 보여줬다. 훨씬 더 긴 기간 동안 관측한 기록을 분석한 결과 겉보기 등급의 진폭은 0.1 미만에 변광 주기는 불규칙한 것으로 보인다.
알데바란의 광구에는 탄소, 산소, 질소가 풍부하여 이 거성이 끌어올림 최초 단계를 통과한 것으로 짐작할 수 있다.(끌어올림은 대류를 통해 항성 깊숙한 곳에 있던 물질이 표면으로 옮겨지는 현상으로 어떤 별이 적색거성으로 진화하면서 밟는 보편적 과정이다.) 알데바란은 천천히 회전하기 때문에 코로나를 만드는 데 필요한 다이너모가 부족하여 경엑스선 방출원이 되지 못한다. 그러나 좀 더 깊은 대기층에서는 작은 규모의 자기장이 여전히 존재하여 표면 근처에서의 대류 난류를 만드는 것 같다. 알데바란의 자기장 위력은 0.22 가우스이다. 다만 스펙트럼상 자외선 방출은 검출되나, 깊은 대기층에서 방출된 연엑스선을 채층이 약화시키는 것 같다. 현재 알데바란은 질량을 (1–1.6) × 10−11 M⊙/yr(30만 년 동안 1 지구질량을 잃는 것임)의 비율로 잃고 있으며 물질들의 이탈 속도는 초당 30 킬로미터이다. 이 항성풍은 항성의 깊은 층에서 발생하는 미약한 자기장에 의해 생겨나는 것일 수 있다.
알데바란의 채층 너머에는 확장된 분자 외곽 대기(MOLsphere)가 형성되어 있는데 여기의 온도는 가스 분자가 생겨날 수 있을 정도로 낮다. 이 영역은 항성 반지름의 2.5 배 범위까지 퍼져 있으며 온도는 1500 켈빈 정도이다. 이 영역의 스펙트럼에는 일산화탄소, 물, 산화티타늄의 선들이 나타난다. MOLSphere 바깥쪽으로 별의 항성풍은 국부 거품을 지배하는 뜨겁고 이온화된 성간매질과 만나 말단충격을 만드는 지점까지 미친다. 이렇게 만들어진 항성권은 구체에 가까운 모양을 하고 있으며 크기는 알데바란을 중심으로 대략 반지름 1000 AU에 이른다.

## 안시 동반성
밤하늘에서 알데바란 근처에는 어두운 항성 다섯 개가 있다. 이 이중성 구성원들은 발견 순서에 따라 로마자 대문자 기호를 부여받았다.(B부터 시작하는 이유는 주성 알데바란이 A이기 때문이다.) 아래 표의 내용은 알데바란에 대한 위치 등 이 동반성들의 특성들 중 일부이다.
| 황소자리 α | 겉보기등급 | 각거리 (″) | 방위각 (°) | 연도 | 시차 (mas)     |
| ---------- | ---------- | ---------- | ---------- | ---- | -------------- |
| B          | 13.60      | 31.60      | 113        | 2007 | 47.3417±0.1055 |
| C          | 11.30      | 129.50     | 32         | 2011 | 19.1267±0.4274 |
| D          | 13.70      | —          | —          | —    | —              |
| E          | 12.00      | 36.10      | 323        | 2000 |                |
| F          | 13.60      | 255.70     | 121        | 2000 | 0.1626±0.0369  |

가이아 데이터 2차 방출 같은 일부 연구들에서는 황소자리 알파 B가 알데바란과 동일한 고유운동과 시차를 가질 수 있기에 물리적으로 묶인 쌍성계일 가능성이 있음을 보여줬다. B를 측정하는 것은 쉬운 일이 아닌데 그 이유는 B가 밝은 주성에 너무 가까이 붙어 있으며 측정자료의 오차한계가 너무 커서 둘 사이의 물리적 연결 관계를 확실히 긍정하거나 혹은 부정하기가 어렵기 때문이다. B 외에 상기 어떤 구성원도 알데바란과 물리적으로 확실히 묶여 있음을 증명받지 못했다. 지금까지 황소자리 알파 B의 분광형으로 받아들여지는 값은 M2.5이다.
황소자리 알파 CD는 쌍성계로 C와 D는 중력적으로 묶여 있다. 이 상호 공전하는 항성들은 알데바란보다 지구로부터 훨씬 먼 곳에 있는 히아데스 성단의 구성원으로 밝혀졌다. CD는 알데바란은 물론이고 성단 내 나머지 별들과도 물리적으로 묶여 있지 않다.

## 행성계
1993년 알데바란, 아크투루스, 폴룩스의 시선속도 측정치들로부터 알데바란이 장주기의 시선속도상 흔들림을 보여주는 것을 발견했으며 이는 준항성급 동반천체의 존재로 해석될 수 있었다. 알데바란의 상기 측정자료로 계산한 결과, 동반천체의 최소질량은 목성의 11.4 배이고 1 공전주기는 643 일, 항성으로부터의 평균 공전궤도 반지름은 2.0 AU(300 기가미터)에 궤도는 약간 찌그러져 있는 것으로 나왔다. 그러나 나머지 두 항성 역시 알데바란과 비슷한 질량의 동반천체 때문이라고 해석할 수 있는 흔들림을 보여주었다. 따라서 논문 저자들은 모성의 시선속도 편찻값은 동반천체의 중력적 효과라기보다는 항성 자체에 기인한 효과일 것 같다고 결론내렸다.
2015년 행성급 동반천체 및 항성 활동의 증거가 되는, 안정적인 장기적 변화량이 측정되었다. 성진학적 분석으로 행성에 의한 흔들림만을 분리하여 분석한 결과 알데바란 b의 최소질량은 목성의 5.8±0.7 배로 나왔다.

## 어원과 신화
알데바란의 원래 명칭은 아랍어 نير الضبران ('나이르 알 다바란')으로 '뒤따르는 것들 중 가장 밝은 자'라는 뜻이다. 이후 الدبران ('알 다바란')은 히아데스 성단을 포함하는 월수(月宿) 전체의 명칭이 되었다. 이 별이 따라가는 대상은 플레이아데스로 인식되었다. 상기 아랍어는 다양한 명칭으로 번역되었는데 현재의 알데바란 Aldebaran 은 상대적으로 공식화된 지 얼마 되지 않은 명칭이다.

### 신화
이 별은 쉽게 찾을 수 있는데다 밝게 빛나기 때문에 고대 및 중세 신화에서 중요한 존재로 등장해 왔다.
- 멕시코 문화: 멕시코 북서부 세리족은 이 별이 출산하는 일곱 여인 플레이아데스에게 빛을 비추는 존재라고 생각한다. 알데바란을 부르는 명칭으로 Hant Caalajc Ipápjö, Queeto, Azoj Yeen oo Caap ('앞서가는 별') 셋이 있다. 세리족은 양력 10월을 Queeto yaao라고 부르는데 이는 '알데바란의 길'이라는 뜻이다.[45]
- 오스트레일리아 원주민 문화: 오스트레일리아 뉴사우스웨일스주 북동쪽의 클래런스강에 거주하는 원주민들은 알데바란을 다른 남자의 아내를 빼앗은 선조 카람발 Karambal 로 부른다. 아내를 빼앗긴 남자는 카람발을 찾아내어 그가 숨은 나무를 불태웠다. 원주민들은 카람발이 연기가 되어 하늘로 올라가 알데바란이 되었다고 믿는다.[46]

### 명칭
- 힌두 천문학에서 알데바란은 월수 로히니('붉은 것')로, 다크샤의 스물 일곱 딸 중 하나이자 신 찬드라(달)의 아내로 인식된다.
- 고대 그리스에서 알데바란은 람파디아스 Λαμπαδίας 로 불렸으며 그 뜻은 직역하면 '횃불 같은' 또는 '횃불을 든 자'이다.[47]
- 중국에서 알데바란은 황소자리 엡실론, 황소자리 델타3, 황소자리 델타1, 황소자리 감마, 황소자리 71, 황소자리 람다와 함께 필수를 구성한다.[48] 이들 중 알데바란 하나만을 부르는 명칭은 필수5(畢宿五, 필수에서 다섯 번째 별)이다.[49]

### 현대 문화

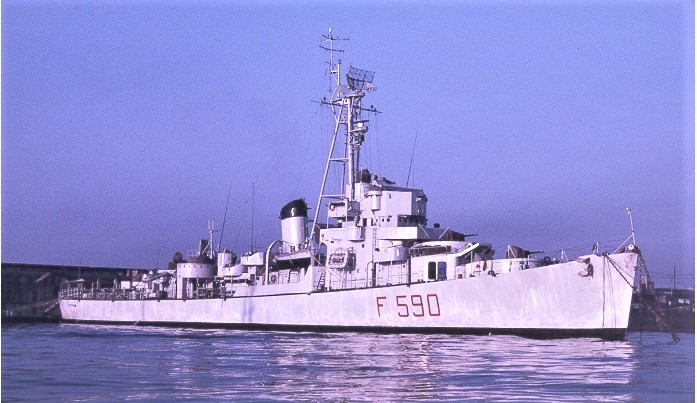
이탈리아 해군 호위함 F590 알데바란

알데바란 또는 황소자리 알파 Alpha Tauri 명칭을 사용한 예는 많다. 다음은 그 중 일부이다.
- 알데바란 바위: 남극에 있는 지형
- USS 알데바란 (AF-10): 미국 해군 군수물자수송선
- 알데바란 (F 590): 이탈리아 해군 호위함
- 알데바란: 초소형 위성 우주발사체
- Aldebaran Robotics: 프랑스 기업
- AlphaTauri: 패션 브랜드
- 스쿠데리아 알파타우리: 포뮬러 1 팀 명칭. 종전 이름은 토로 로소(Toro Rosso)였음.
- 대한민국에는 이 이름을 따온 낚시 브랜드 이름이 있다.

알데바란은 소설 작품 《성난 군중으로부터 멀리》, 《파리와 런던의 밑바닥 생활》에 등장하며, 《렌즈맨 시리즈》 Lensman series, 《추락한 용》 Fallen Dragon 등 과학 소설에서 빈번하게 등장한다. 알데바란은 황도궁의 별들 중 가장 밝기 때문에 점성학에서 매우 중요한 존재이다.
알데바란은 외계 생명체들의 고향이나 나치의 UFO와 엮여 종종 언급되어 왔다. 잘 알려진 예로 독일의 음모 이론가 악셀 스톨은 알데바란을 아리안족의 고향이자 독일 육군의 탐사 대상으로 간주했다.
행성 탐사선 파이어니어 10호는 더 이상 지구와 교신할 수 없지만 진행 경로는 알데바란을 향하고 있으며 약 200만 년 후 최근접할 것으로 예측된다.

## 같이 보기
- 항성
  - 겉보기등급 순 항성 목록
  - 알데바란
    - 점성술에서의 알데바란

  - 용자리 요타
  - 폴룩스